# Piazza Nolana
Piazza Nolana è una piazza del centro storico di Napoli su cui si affacciano l'omonima porta e il Palazzo dei Telefoni.

## Stato attuale
La piazza ha versato nel degrado per anni; essa veniva infatti utilizzata come parcheggio. Grazie a un intervento di restyling  nel 2010 è stata pedonalizzata.
Durante i lavori è venuta alla luce una strada sepolta; essa fu utilizzata per la fuga dei nolani che erano giunti in soccorso di Neapolis e Palepoli aggredite, e poi conquistate, dai romani guidati dal console Publilio nel 328 avanti Cristo.
Parte della suddetta strada è oggi visibile attraverso delle lastre di vetro.

## Trasporti
La piazza è facilmente raggiungibile dalla stazione della Circumvesuviana Napoli Porta Nolana ed è servita dal tram.